# Vasútvillamos

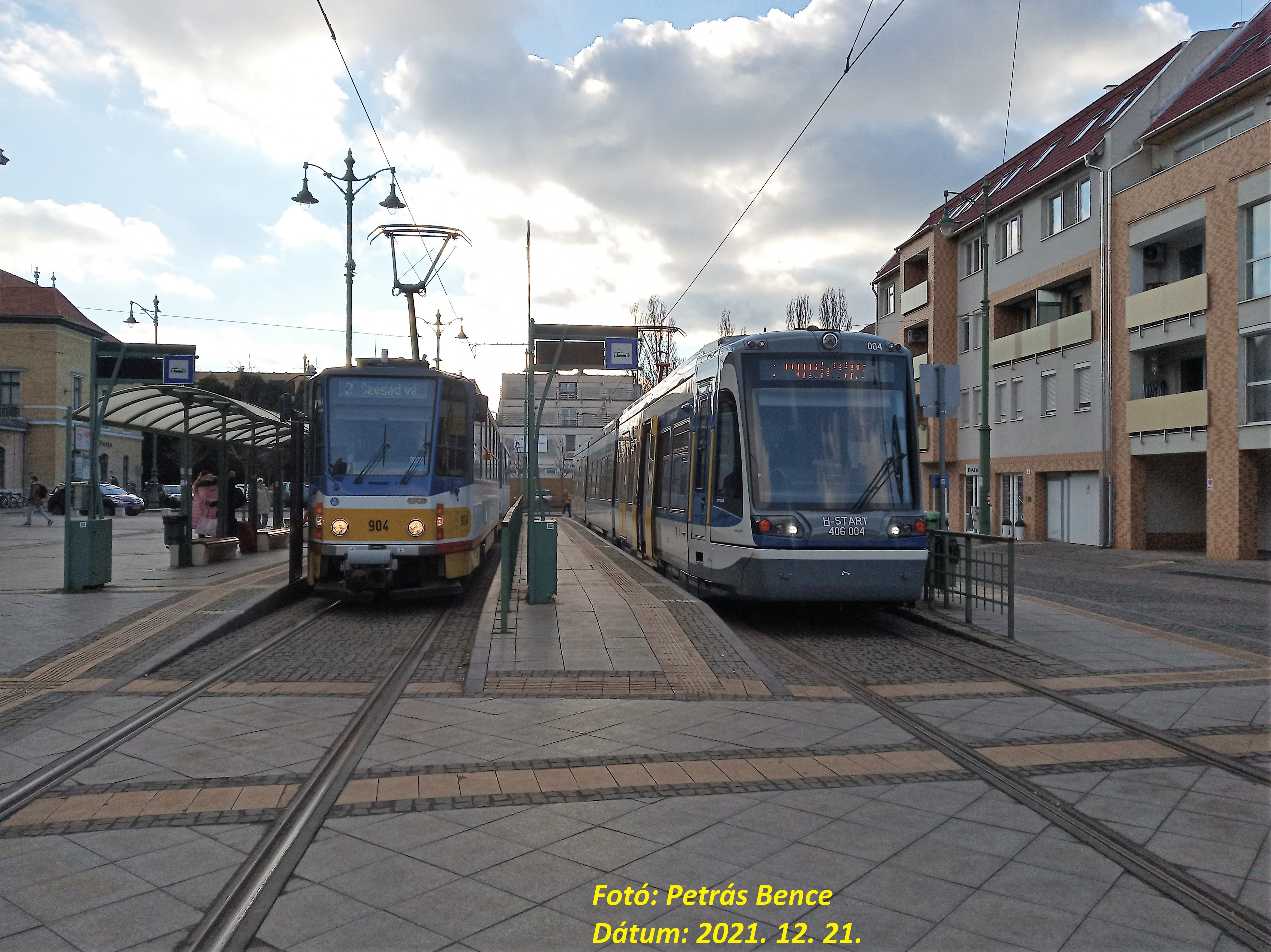
A szegedi 2-es villamos és a Szeged–Hódmezővásárhely tram-train együttállása Szegeden.

A villamos- és vasútüzemek összekapcsolása, vagy a 2000-es évek óta a magyar nyelvben is terjedő elnevezéssel tram-train, a városi villamosüzemek és a vasutak átszállásmentes összekapcsolását jelenti. Célja a városok és elővárosaik közötti közlekedési kapcsolat javítása. A megoldás gyakran több üzemre alkalmas járművek használatát igényli, egyes esetekben viszont a két eltérő infrastruktúrát fonják úgy egybe, hogy a különböző járművek a saját igényeiknek megfelelő pályát használhassák ugyanazon a nyomvonalon.
A villamos- és vasútüzemek összekapcsolása már a 19. század vége óta létezik, ami a személyszállítás mellett a villamoshálózaton bonyolított teherforgalom számára is kedvező, hasznosítható megoldás. Ugyan már ekkor megjelentek városokban továbbhaladó vasútüzemek, kisvasúti vagy egyéb, a nagy országos hálózattól különálló szigetüzemek formájában, ezek azonban nem igényeltek különösebb technikai megoldásokat és eltérő rendszerek kombinálását. A nagy, országos vasúti hálózatot is használó, majd villamosként továbbközlekedő kombinált rendszer először 1992-ben indult el a karlsruhei villamoshálózat és a német szövetségi vasutak pályáinak összekapcsolásával. Magyarországon a Szeged és Hódmezővásárhely között közlekedő, villamos- és vasúti üzemre is képes járművek alkalmazzák elsőként ezt a közlekedési módot.

## Elnevezése
Az átjárható nagyvasúti-villamosvasúti rendszerek elnevezése még nem honosodott meg. Főleg a francia területeken a tram-train elnevezés használatos, az angol nyelvben a több mindent is magában foglaló light rail kifejezés jellemző a hasonló rendszerekre.
Magyarul a szakirodalom (és az újságírás) legtöbbször az idegen tram-train kifejezést használja elnevezésükre. A kifejezés tükörfordítása villamos-vasút lenne, viszont a nagyon hasonló villamosvasút kifejezés a villamosított nagyvasúti vonalak elnevezéseként már mintegy százéves múltra tekint vissza a szakszókincsben, így nem használható fel újból. A vasúti közlekedésről szóló  2005. évi CLXXXIII. törvény 2015-ös módosítása, amely először emelte be a tram-train koncepcióját a magyar jogba, a vasút-villamos kifejezést vezette be magyar elnevezésként a tram-train fogalmára. 2021-ben a Nyelvtudományi Kutatóközpont (korábbi nevén MTA Nyelvtudományi Intézet) a vasútvillamos elnevezést javasolta.
Ilyen rendszert először a Karlsruhei hálózaton vezettek be, így a karlsruhei modell elnevezés is előfordul.

## Technikai megvalósítás

### Energiaellátás
A járművek energiaellátása a rendszerek összekapcsolásánál központi kérdés. Míg a villamosok egyenárammal működnek, jellemzően 500 és 750 V közötti tartományban, addig a villamosított vasutak váltóáramot használnak, országoktól függően különböző feszültséggel és frekvenciával. Magyarországon 25 kV és a lakossági 50 Hz-es frekvencia alkalmazása alakult ki, de például a német, osztrák és svájci hálózaton 15 kV és 16,7 Hz használatos. Ezen felül sok vasútvonal egyáltalán nincs villamosítva, és dízelhajtású járműveket használnak.
- A két áramnemű járművek mind a két hálózaton képesek működni, az egyenáramú berendezéseken kívül transzformátorokkal, valamint egyenirányítókkal is fel vannak szerelve. Ilyen járművek használatosak például Karlsruhe, Saarbrücken, Kassel és Île-de-France hálózatain. A két különböző áramhálózatot ilyen esetben semmiképp sem szabad összekötni, az áramszedő zavartalan áthaladását egy jellemzően 50–200 m hosszú árammentes felsővezetékkel kapcsolják össze, melynek mind a két vége szigetelve van az egyenáramú, valamint váltóáramú vége felé is, valamint a sínszálakba is szigetelő elemet építenek be az egyenáramú oldalról visszafolyó áram megakadályozására. Az áramhatárokat jellemzően egy emelkedőre telepítik, azzal a céllal, hogy ha valamelyik jármű pont a szigetelt szakasz alatt állna meg, könnyen mozgásba hozható legyen. Az áramnemi szakaszhatárnak nem feltétlenül kell egybeesnie a vasúti- és villamospálya szakaszhatárával.
- A villamos-dízel járművek a villamoshálózaton villany, míg a vasúti pályán a beépített dízelmotor segítségével közlekednek. Ezt a megoldást használják például Szeged, Nordhausen, Chemnitz és Kassel városoknál.
- Akkumulátoros üzemű járművek kifejlesztésére ugyan már voltak kísérleti darabok, melyek során a nagyvasúti szakaszon a jármű a villamospályán feltöltött akkumulátorok segítségével mozog, ám sorozatgyártásba ilyen megoldás nem került.[3]

## Előnyei

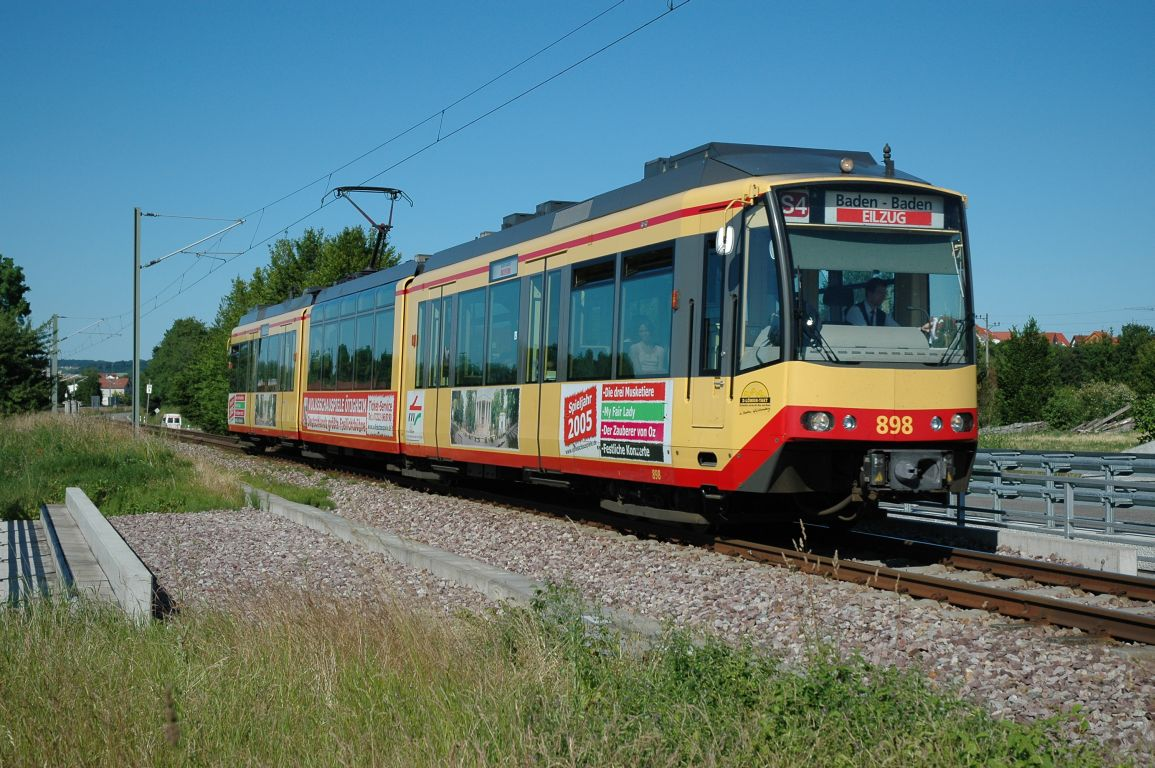
Az AVG egyik járműve Karslruhe közelében, nyíltvonali pályán

A tram-train-rendszerek a helyi és a regionális vasúti rendszerek előnyeit ötvözik:
- amennyiben a közúti vasúti és a nagyvasúti vonalak már rendelkezésre állnak, kiépítése kevésbé költséges, mint az S-Bahn rendszereké;
- átszállások számának csökkenése – utazási idő megtakarítás, vonzóbb szolgáltatás;
- több megálló – jobb területfeltárás;
- a járművek kisebb tömege miatt kevésbé terheli a nagyvasúti pályát és energiafogyasztása is kisebb, mint a hagyományos vasúti járműveké;
- a közúti vasúti járművek fékberendezése hatékonyabb fékezésre képes és gyorsulásuk is kedvezőbb a nagyvasúti járművekénél, ami lehetővé teszi a megállók számának növelését a vonal kapacitásának csökkenése nélkül;
- terület- és településfejlesztő hatás.

## Előfordulása

### Külföldön

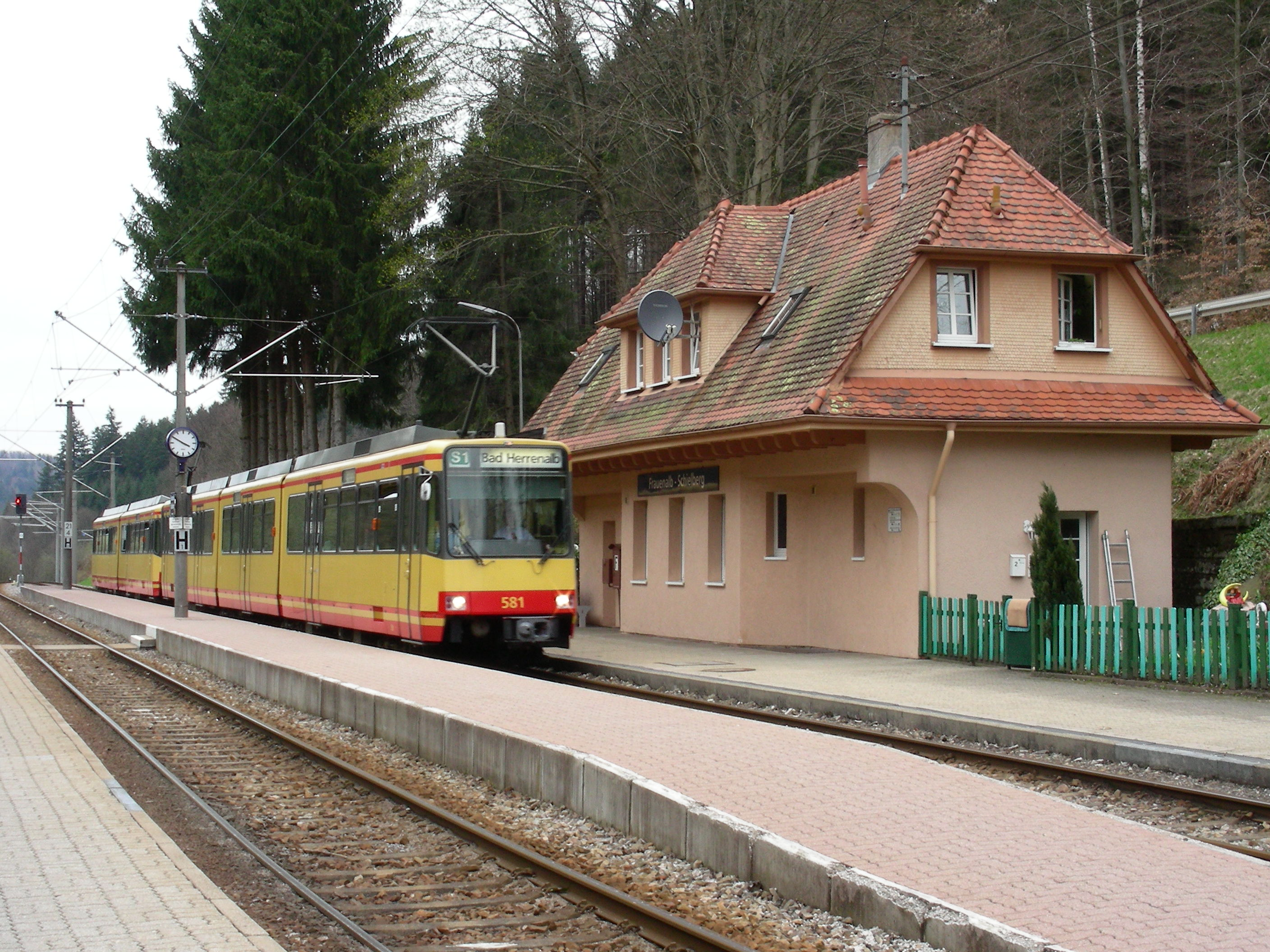
A Karlsruhei hálózat fejlődése is úgy indult, ahogy sok más városban: egy korábban szigetüzemben működő vasútvoanlat bekötöttek a villamoshálózatba és azt jogilag megtartották vasútvonalanak, de a paramétereket mint a sínprofilt és az áramellátást a villamoshálózathoz igazították. A képen Frauenalb megálló

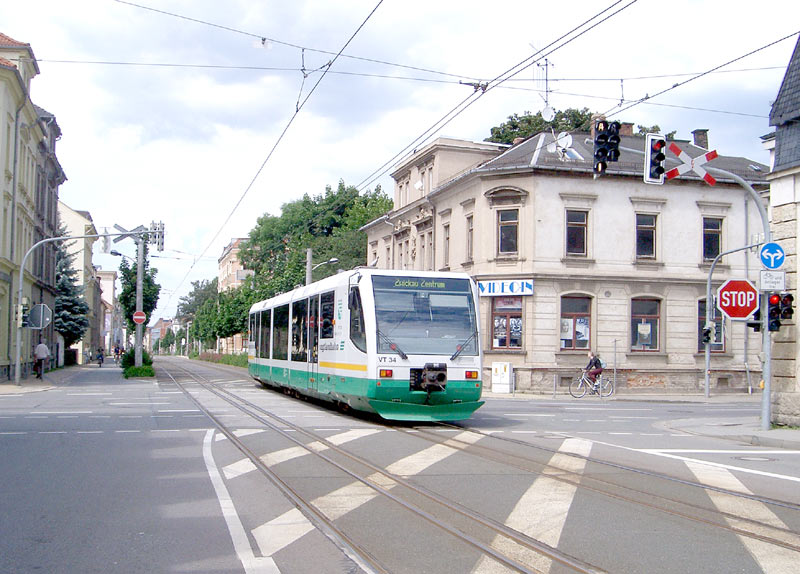
Dízel üzemű motorkocsi a nála kisebb nyomtávot használó villamossal közös pályán Zwickauban. Megfigyelhető a három sínszálas pálya

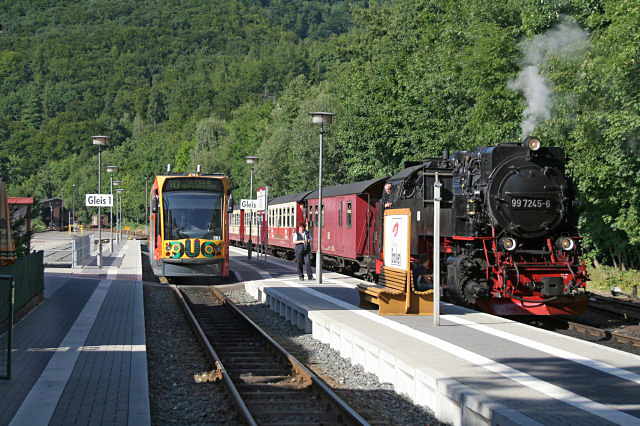
Combino és gőzmozdony keresztezik egymás útját Nordhausen hálózatán

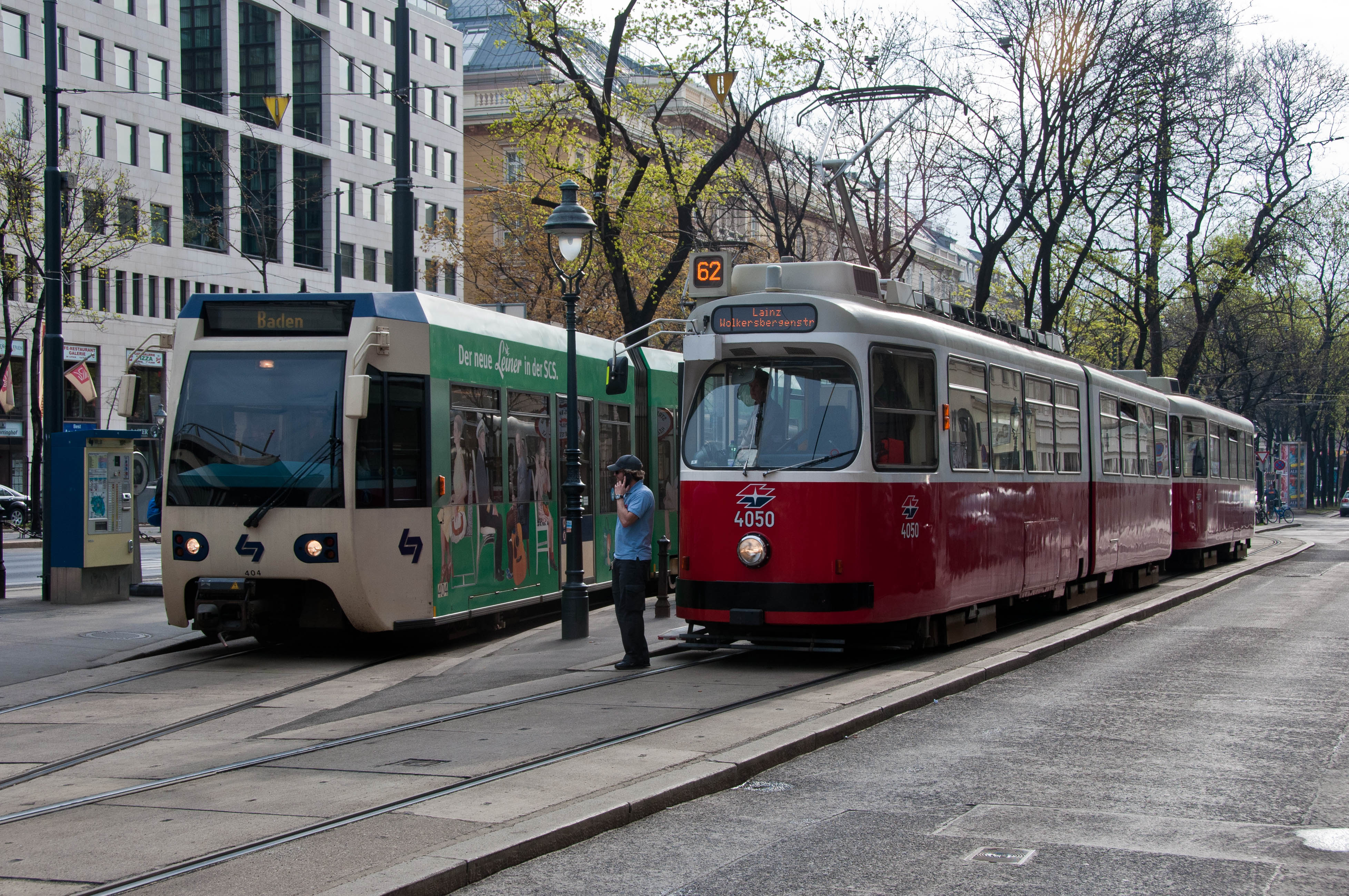
Wiener Lokalbahn és bécsi villamos egymás mellett

- Karlsruhe: A története 1957-ben kezdődött, amikor egy környékbeli kisvasúti vonalat átépítettek normál nyomtávra és egyenárammal villamosították majd vasúti szabályok szerint helyezték azt üzembe. Az első ilyen konstrukció után után további elővárosi villamosok követtek. A villamosvasút kitalálásának helyszínén az 1980-as években történtek lépések a DB hálózatával való összekötés irányába, miután a korábban megnyílt villamosok a város központja és az előváros között, akkor még csak egyenáramú és külön vágányokon közlekedő vonalakon sikeresnek mutatkoztak. Az első kétáramnemű, és nagyvasúti hálózatot is használó vonal 1992-ben nyílt meg, és valósult meg ezzel a Karlsruhei modell. A hálózat hossza azóta 503,6 km-re nőtt[4]
- Saarbrücken: A Saarbahnnak nevezett rendszer a karlsruhei siker ötletét felhasználva létesült és nyílt meg 1997-ben.
- Kassel: Az 1995 óta üzemelő RegioTram az egyenárammal villamosított vonalon indult meg Baunatal felé, 2007 óta már válótáramú szakaszon is közlekedik nagyvasúti pályán.
- Chemnitz: A 2002-ben megnyitott vonalon a járművek a villamospályán egyenárammal, a DB vonalán dízel üzemmódban közlekednek.
- Zwickau Az egy méter széles nyomtávú villamoshálózat és a  Vogtlandbahn lettek integrálva. A járművek terén ez kevés módosítást jelentett, a városban is dízel üzemben közlekedő nagyvasúti motorkocsi esetében, azonban a városon belül minden villamosvágány kettő helyett három vágányos. Az egyiket közösen használják a villamossal, a szélesebb vasúti valamint a keskenyebb villamosok viszont a saját nyomtávuknak megfelelően.
- Mannheim, Ludwigshafen és Heidelberg a három város egy összenőtt egy méteres nyomtávú villamoshálózattal rendelkezik, amely a DB hálózatával ugyan nem áll összeköttetésben, de a pálya több helyen is vasúti pályaként üzemel. Az 5-ös vonal a két végállomás között négyszer vált át a villamos és vasúti közlekedés között.
- Köln, Bonn
- Bécs Már a 19. század óta üzemel a Wiener Lokalbahn, ami az ÖBB hálózatától teljesen különálló és egyenárammal villamosított, azonban városon kívül vasútvonalként üzemel, majd a járművek Bécsbe érve a villamosvonalon folytatják útjukat a központig.
- Innsbruck: Tirol tartományban 1903-ban nyílt meg egy helyi érdekű vasút, amit 1983-ban összekötöttek az ugyancsak egy méteres nyomtávú villamoshálózattal. Az összekötés során az áramellátást a vonalon a villamoshoz igazították 3 kV váltóáramról 750 V egyenáramra
- Linz: A Pöstlingbergbahn 2009 óta áll összeköttetésben a villamossal, ehhez a nyomtáv átalakítása volt szükséges 1000 cm-ről 900 cm-re.
- Gmunden A Lokalbahn Gmunden–Vorchdorf járművei 2014 óta továbbközlekednek a városban villamosként, valamint 2018 óta a mindössze 2,3 km-es, korábban még elszigetelve működő vvárosi villamosvoanlba is be lett kötve.
- Bázel: A  Basel–Aesch, Basel–Dornach, Basel–Pratteln és Basel–Rodersdorf összeköttetésben állnak a városi villamossal, az első három megnyitásuk óta,  az  utolsó 1984 óta.
- Bern: Az 1898-ban megnyitott Bern–Worb Dorf vasútvonal 1901 óta van összeköttetésben a villamoshálózattal
- St. Gallen: A Trogenerbahn tovább közlekedik Sankt Gallen belterületén villamosként, részben az 1957-ben felszámolt villamos nyomvonalán
- Zürich: Az 1,2 kV-os Forchbahn Esslingen felől csatlakozik a 600 V-os városi villamoshoz
- Île-de-France[pontosabban?]
- Mulhouse
- Nantes
- Lyon
- Alicante
- Sassari
- Hága
- Aarhus
- Manchester
- Portland

### Tram-train Magyarországon

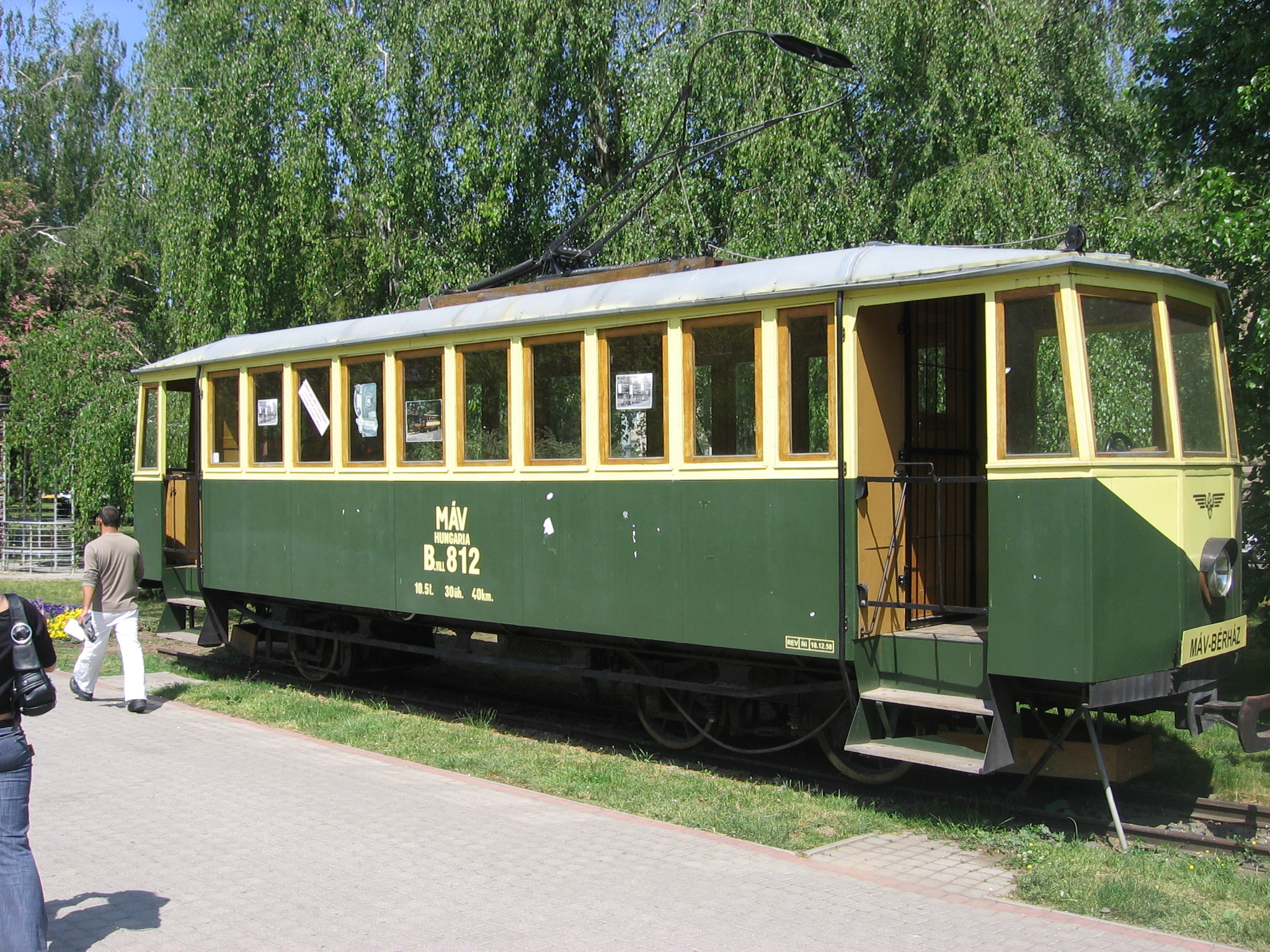
A régen a Nyírvidéki Kisvasút vonalán, Nyíregyházán belül közlekedő villamos kiállítva

Magyarországon már a 19. században, illetve a 20. század elején is épültek olyan helyiérdekű vasutak, amelyeket mai fogalmaink szerint tram-trainnek lehetne nevezni.[forrás?] Ezek olyan helyiérdekű vasút (HÉV) vonalak voltak, amelyek városi szakaszán a helyi forgalom jelentős volt, több, gyakran központi megállóval rendelkeztek, összeköttetésben álltak a helyi villamoshálózattal vagy esetleg maguk alkották azt. Idővel ezek a vonalak elvesztették közös üzemüket, vagy megszűntek, vagy villamossá alakultak.
- Debrecen–Hajdúsámsoni (majd Nyírbátori) HÉV: Az 1906-ban megépült vasútvonal forgalma 1910-ig a városi vasúthálózaton keresztül bonyolódott le az egykori kisállomástól (Debrecen-Vásártér, ma Segner tér) a mai Böszörményi és Füredi úton át Pallagra és Hajdúsámsonba. A mai Bem tértől északra a HÉV és a közúti vasút közös nyomvonalon haladt, azonban a növekvő forgalom miatt 1910-ben új elkerülő nyomvonal épült a mai Botanikus kert és Klinikák területén. 1950-ben épült meg a vasútvonal kapcsolata a MÁV hálózatához Apafánál, így a városi szakasz egyes részei villamosként üzemeltek tovább, majd a 70-es években megszűntek.[forrás?]
- Nyíregyházán illetve Szatmárnémetiben a helyi kisvasúti hálózat városi szakasza villamosként üzemelt.[forrás?]
- Békéscsabán, Orosházán, Gyulán kisvasúti vonalak helyi szakaszain folyt helyi személyszállítás kisvasúti motorkocsikkal. Ezeket a vasútvonalakat nem villamosították.[forrás?]
- 1914-ben Pozsony városa kapott villamosvasúti kapcsolatot Béccsel.[forrás?]
- A második világháború után a Budapesti HÉV egyes szakaszait villamossá alakították át, így a Fehérvári úton közös HÉV és villamosüzem is folyt 1963-ig.[forrás?]

Az utóbbi években[mikor?] a külföldi, főleg németországi sikereket látva hazai szakmai körökben is felmerült a tram-train-rendszerek bevezetése. Közúti vasúti hálózattal jelenleg is rendelkező nagyvárosainkban (Szeged, Debrecen, Miskolc) rendre felmerült ötletként a villamos- és vasúthálózat összekapcsolása. Szeged városa Hódmezővásárhely és Makó, Miskolc városa Kazincbarcika irányában kiépítendő tram-train-vonalról készített megvalósíthatósági tanulmányt. Szintén felmerült ötletként a Diósgyőrbe vezető, csak teherszállításra használt vasútvonal városi közlekedési célú hasznosítása. Debrecen esetében a Hajdúböszörménybe vezető vasútvonal kapcsán merült fel a tram-train ötlete, de a várható magas költségek miatt a város elvetette a tervet.

#### Szeged–Hódmezővásárhely

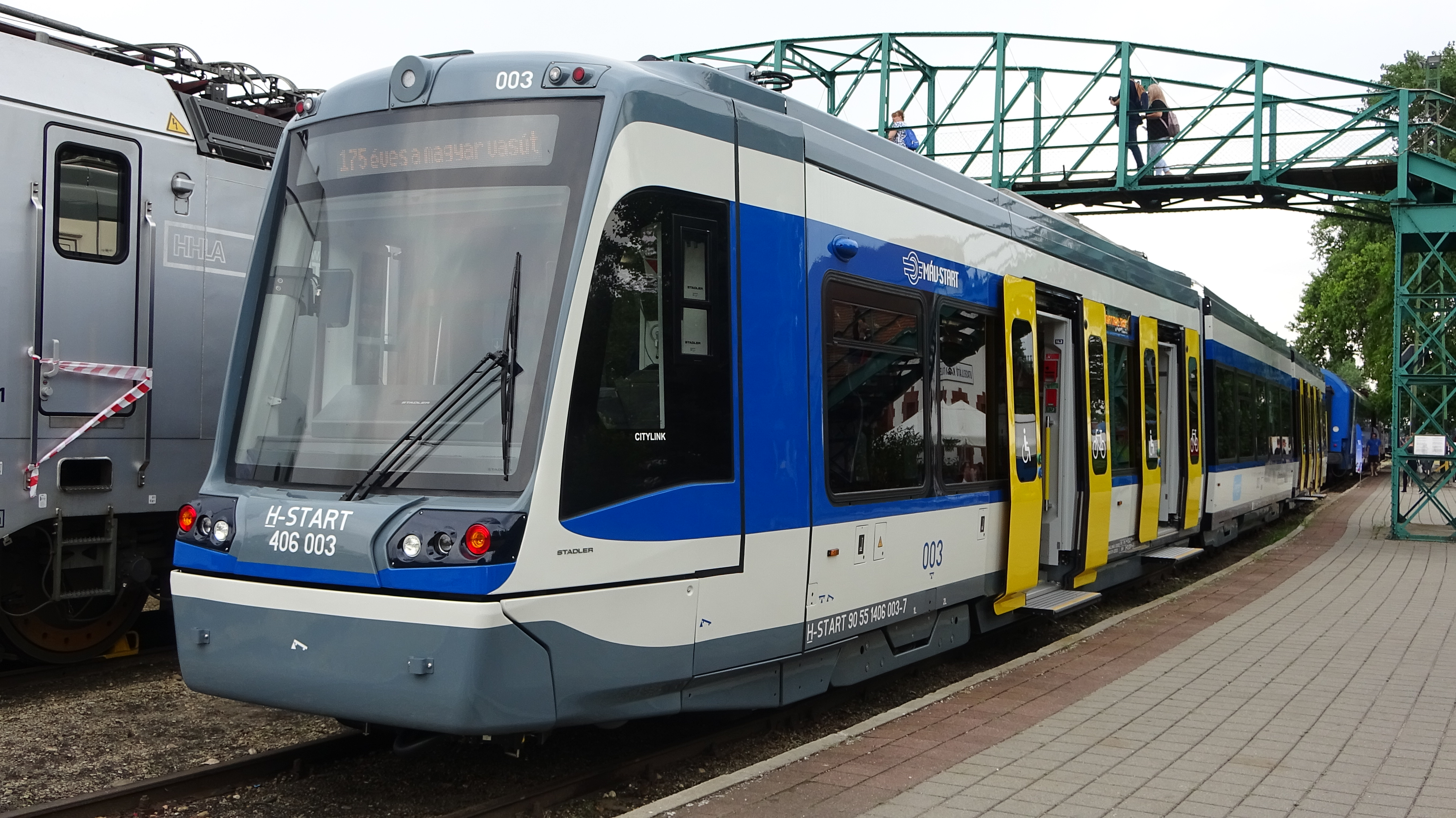
A Szeged és Hódmezővásárhely között közlekedő Stadler CityLink kiállítva a Vasúttörténeti Parkban

Az első lépést Hódmezővásárhely városa tette meg 2011-ben, amikor Szegeddel együttműködve elkezdték a két várost összekötő villamosüzem terveinek kidolgozását. Problémát jelentett, hogy a magyar jogi-szabályozási környezet nem ismerte a tram-train fogalmát, így mind az üzemeltetésnek nem csak a műszaki, hanem a jogi kereteit is ki kellett dolgozni. Az első lépés ez ügyben 2015 júniusában történt meg, amikor a vasúti törvény átfogó módosításával bekerült a tram-train fogalma a jogszabályba vasút-villamos néven.
A Szeged és Hódmezővásárhely közötti közlekedés 2021-ben indult meg, Szegeden a meglévő villamospályát felhasználva, onnan a szintén már meglévő vasútvonalon tovább Hódmezővásárhelyig dízel üzemben, majd Hódmezővásárhelyen újonnan villamosvonal létesült.